# Masatomo Taniguchi
Pour les articles homonymes, voir Taniguchi.
Masatomo Taniguchi (谷口 正朋, Taniguchi Masatomo), né le 6 février 1946 à Tokyo et mort le 3 mai 2021, est un joueur japonais de basket-ball.

## Carrière
Masatomo Taniguchi évolue en club au Nippon Kohan, terminant meilleur marqueur du championnat cinq fois consécutivement à partir de 1971.
Au sein de l'équipe du Japon de basket-ball, il est médaillé de bronze aux Jeux asiatiques de 1970 et quatorzième des Jeux olympiques de 1972, où il est le meilleur marqueur de la sélection.
Après sa retraite sportive, il est le directeur exécutif de la Fédération du Japon de basket-ball.

## Mort
Masatomo Taniguchi meurt le 3 mai 2021 à l'âge de 75 ans d'un cancer du pancréas au JA Toride Medical Center.